# Los Ronaldos
Los Ronaldos fou un grup de música pop rock espanyol de la dècada dels 80.

## Història
El grup es va formar el 1987, any que va començar a actuar en petits locals de la ciutat de Madrid. El fitxatge per la multinacional EMI els permet publicar el seu primer àlbum, titulat Los Ronaldos, que conté un dels seus primers èxits Sí, si. La cançó, no obstant això, va sofrir certa polèmica pel contingut de la seva lletra, amb frases com Tendría que desnudarte, pegarte y luego violarte.
L'any 1988 editen el seu segon LP, Saca la lengua, del qual es va extreure el single Adiós, papá, un dels temes més destacats de la història del grup. Un any després, surt a la llum Sabor salado, gravat a Regne Unit, que no va comptar amb el suport del públic tan massiu com els dos anteriors.
Els seus següents dos discos tampoc es van guanyar el favor dels seus seguidors, i l'any 1995 el bateria Ricardo Moreno abandonava la formació, sent substituït per Daniel Parra.
El 1996 publiquen el que seria el seu últim disc Quiero que estemos cerca, un enregistrament en directe que incloïa tots els seus grans èxits. Dos anys després la banda es dissolia.
El 2007 tornaven a reunir-se amb motiu del llançament d'un nou àlbum titulat 4 Canciones, que contenia altres tants temes inèdits. A l'estiu d'aquest any van realitzar una gira de promoció.

## Discografia
- Los Ronaldos (1987).
- Saca la lengua (1988).
- Sabor salado (1990).
- Cero (1992).
- Idiota (1994).
- Quiero que estemos cerca (1996).
- Guardalo con amor (2005).
- 4 Canciones (2007).
- La bola extra (2008).